# Nawal Maghroud
Nawal Maghroud (Kortrijk, 3 april 1992) is een Belgisch politica voor Vooruit.

## Biografie
Maghroud is van Marokkaanse afkomst. Haar grootouders trokken in de jaren 1970 van Marokko naar België.
Ze behaalde in 2013 een bachelor in de bestuurskunde en het publiek management aan de Hogeschool Gent. Vervolgens promoveerde zij in 2014 tot master of science in de bestuurskunde en het publiek management en in 2016 tot master na master conflict en ontwikkeling aan de Universiteit Gent.
In 2013 liep ze stage bij het Vlaamse Departement Onderwijs, meer bepaald bij het Agentschap Onderwijsdiensten. Van 2016 tot 2024 werkte Maghroud op de stafdienst personeel en organisatie van de Federale Overheidsdienst Financiën.
Voor de toenmalige sp.a werd Maghroud in oktober 2018 op 26-jarige leeftijd verkozen in de gemeenteraad van Kortrijk. Van januari 2019 tot december 2024 was ze er voor haar partij fractievoorzitter in de gemeenteraad, waarna ze weer gewoon gemeenteraadslid werd. 
Bij de Vlaamse verkiezingen van 9 juni 2024 bekleedde Nawal Maghroud de tweede plaats op de kieslijst van Vooruit in de kieskring West-Vlaanderen en zodoende werd ze verkozen in het Vlaams Parlement. Tevens werd ze vanuit deze assemblee als deelstaatsenator afgevaardigd naar de Senaat. Als Vlaams Parlementslid ging Maghroud zetelen in de commissie Buitenlands Beleid, Europese Aangelegenheden en Internationale Samenwerking.